# Tetragnatha cylindriformis
Tetragnatha cylindriformis este o specie de păianjeni din genul Tetragnatha, familia Tetragnathidae, descrisă de Lawrence în anul 1952.
Este endemică în Congo. Conform Catalogue of Life specia Tetragnatha cylindriformis nu are subspecii cunoscute.